# Juan Pablo Añor
Juan Pablo Añor Acosta, meglio noto come Juanpi Añor (Caracas, 24 gennaio 1994), è un calciatore venezuelano, centrocampista del Volo.

## Biografia
È figlio dell'ex giocatore di calcio Bernardo Añor e fratello minore di Bernardo Añor Jr, anch'egli calciatore.

## Carriera

### Club
Ha mosso i suoi primi passi in patria nel Colegio San Ignacio de Loyola, per poi passare nel 2008 alle giovanili del Caracas. Nel 2009 viene acquistato dal Malaga, che lo inserisce nella rosa della seconda squadra, l'Atlético Malagueño.
Il suo debutto in prima squadra e in Liga avviene il 29 agosto del 2014, subentrando a 14 minuti dalla fine durante una sconfitta per 3-0 sul campo del Valencia.
Nel gennaio 2019 passa in prestito al club dello Huesca, militante per la prima volta nella Liga spagnola.
Terminato il prestito fa ritorno al Malaga, in cui milita sino al 3 ottobre 2020, giorno in cui si svincola dal club.

### Nazionale
Con la selezione Under-17 venezuelana ha partecipato al campionato sudamericano del 2011. Nel 2013 è stato convocato per il campionato sudamericano Under-20.
Convocato per la prima volta in nazionale maggiore, vi ha esordito il 14 novembre 2014 in un'amichevole a Talcahuano contro il Cile.
Viene convocato per la Copa América Centenario negli Stati Uniti.
Il 7 settembre 2016 realizza con un gran sinistro all'incrocio il primo gol in nazionale, portando in vantaggio il Venezuela contro l'Argentina nel match valido per le qualificazioni mondiali a Russia 2018, gara poi terminata 2-2.

## Statistiche

### Cronologia presenze e reti in nazionale
| Cronologia completa delle presenze e delle reti in nazionale ― Venezuela | Cronologia completa delle presenze e delle reti in nazionale ― Venezuela | Cronologia completa delle presenze e delle reti in nazionale ― Venezuela | Cronologia completa delle presenze e delle reti in nazionale ― Venezuela | Cronologia completa delle presenze e delle reti in nazionale ― Venezuela | Cronologia completa delle presenze e delle reti in nazionale ― Venezuela | Cronologia completa delle presenze e delle reti in nazionale ― Venezuela | Cronologia completa delle presenze e delle reti in nazionale ― Venezuela |
| Data                                                                     | Città                                                                    | In casa                                                                  | Risultato                                                                | Ospiti                                                                   | Competizione                                                             | Reti                                                                     | Note                                                                     |
| ------------------------------------------------------------------------ | ------------------------------------------------------------------------ | ------------------------------------------------------------------------ | ------------------------------------------------------------------------ | ------------------------------------------------------------------------ | ------------------------------------------------------------------------ | ------------------------------------------------------------------------ | ------------------------------------------------------------------------ |
| 15-11-2014                                                               | Talcahuano                                                               | Cile                                                                     | 5 – 0                                                                    | Venezuela                                                                | Amichevole                                                               | -                                                                        | 58’                                                                      |
| 25-3-2016                                                                | Lima                                                                     | Perù                                                                     | 2 – 2                                                                    | Venezuela                                                                | Qual. Mondiali 2018                                                      | -                                                                        | 70’                                                                      |
| 30-3-2016                                                                | Barinas                                                                  | Venezuela                                                                | 1 – 4                                                                    | Cile                                                                     | Qual. Mondiali 2018                                                      | -                                                                        | 60’                                                                      |
| 25-5-2016                                                                | Panama                                                                   | Panama                                                                   | 0 – 0                                                                    | Venezuela                                                                | Amichevole                                                               | -                                                                        | 73’                                                                      |
| 28-5-2016                                                                | San José                                                                 | Costa Rica                                                               | 2 – 1                                                                    | Venezuela                                                                | Amichevole                                                               | -                                                                        |                                                                          |
| 2-6-2016                                                                 | Miami                                                                    | Guatemala                                                                | 1 – 1                                                                    | Venezuela                                                                | Amichevole                                                               | -                                                                        | 71’                                                                      |
| 19-6-2016                                                                | Foxborough                                                               | Argentina                                                                | 4 – 1                                                                    | Venezuela                                                                | Coppa America Centenario - Quarti di finale                              | -                                                                        | 55’                                                                      |
| 1-9-2016                                                                 | Barranquilla                                                             | Colombia                                                                 | 2 – 0                                                                    | Venezuela                                                                | Qual. Mondiali 2018                                                      | -                                                                        | 67’                                                                      |
| 7-9-2016                                                                 | Mérida                                                                   | Venezuela                                                                | 2 – 2                                                                    | Argentina                                                                | Qual. Mondiali 2018                                                      | 1                                                                        |                                                                          |
| 7-10-2016                                                                | Montevideo                                                               | Uruguay                                                                  | 3 – 0                                                                    | Venezuela                                                                | Qual. Mondiali 2018                                                      | -                                                                        | 66’                                                                      |
| 12-10-2016                                                               | Mérida                                                                   | Venezuela                                                                | 0 – 2                                                                    | Brasile                                                                  | Qual. Mondiali 2018                                                      | -                                                                        | 60’                                                                      |
| 13-11-2017                                                               | Nimega                                                                   | Venezuela                                                                | 0 – 1                                                                    | Iran                                                                     | Amichevole                                                               | -                                                                        | 58’                                                                      |
| 22-3-2019                                                                | Madrid                                                                   | Venezuela                                                                | 3 – 1                                                                    | Argentina                                                                | Amichevole                                                               | -                                                                        | 79’ 87’                                                                  |
| 2-6-2019                                                                 | Miami                                                                    | Venezuela                                                                | 1 – 1                                                                    | Ecuador                                                                  | Amichevole                                                               | -                                                                        | 79’                                                                      |
| 6-6-2019                                                                 | Atlanta                                                                  | Messico                                                                  | 3 – 1                                                                    | Venezuela                                                                | Amichevole                                                               | -                                                                        | 60’                                                                      |
| 9-6-2019                                                                 | Cincinnati                                                               | Stati Uniti                                                              | 0 – 3                                                                    | Venezuela                                                                | Amichevole                                                               | -                                                                        | 65’                                                                      |
| 22-6-2019                                                                | Belo Horizonte                                                           | Bolivia                                                                  | 1 – 3                                                                    | Venezuela                                                                | Coppa America 2019 - 1º turno                                            | -                                                                        | 59’                                                                      |
| 10-9-2019                                                                | Tampa                                                                    | Colombia                                                                 | 0 – 0                                                                    | Venezuela                                                                | Amichevole                                                               | -                                                                        | 46’                                                                      |
| 11-10-2019                                                               | Caracas                                                                  | Venezuela                                                                | 4 – 1                                                                    | Bolivia                                                                  | Amichevole                                                               | -                                                                        | 68’                                                                      |
| 15-10-2019                                                               | Caracas                                                                  | Venezuela                                                                | 2 – 0                                                                    | Trinidad e Tobago                                                        | Amichevole                                                               | -                                                                        | 66’                                                                      |
| 19-11-2019                                                               | Suita                                                                    | Giappone                                                                 | 1 – 4                                                                    | Venezuela                                                                | Amichevole                                                               | -                                                                        | 90’                                                                      |
| 10-10-2020                                                               | Barranquilla                                                             | Colombia                                                                 | 3 – 0                                                                    | Venezuela                                                                | Qual. Mondiali 2022                                                      | -                                                                        | 82’                                                                      |
| 22-9-2022                                                                | Maria Enzersdorf                                                         | Venezuela                                                                | 0 – 1                                                                    | Islanda                                                                  | Amichevole                                                               | -                                                                        | 76’                                                                      |
| 27-9-2022                                                                | Wiener Neustadt                                                          | Emirati Arabi Uniti                                                      | 0 – 4                                                                    | Venezuela                                                                | Amichevole                                                               | -                                                                        | 66’                                                                      |
| 15-11-2022                                                               | Sharjah                                                                  | Venezuela                                                                | 2 – 2                                                                    | Panama                                                                   | Amichevole                                                               | -                                                                        | 46’ 58’                                                                  |
| 20-11-2022                                                               | Riad                                                                     | Venezuela                                                                | 2 – 1                                                                    | Siria                                                                    | Amichevole                                                               | -                                                                        | 46’                                                                      |
| 18-1-2025                                                                | Fort Lauderdale                                                          | Stati Uniti                                                              | 3 – 1                                                                    | Venezuela                                                                | Amichevole                                                               | -                                                                        | 60’                                                                      |
| Totale                                                                   |                                                                          | Presenze                                                                 | 27                                                                       |                                                                          | Reti                                                                     | 1                                                                        |                                                                          |